# Лісний (Великоігнатовський район)
Лісни́й (рос. Лесной, ерз. Лесной) — селище у складі Великоігнатовського району Мордовії, Росія. Входить до складу Протасовського сільського поселення.

## Населення
Населення — 20 осіб (2010; 37 у 2002).
Національний склад (станом на 2002 рік):
- росіяни — 70 %
- ерзяни — 30 %